# قرار مجلس الأمن التابع للأمم المتحدة رقم 545
اعتمد قرار مجلس الأمن التابع للأمم المتحدة رقم 545 في 20 ديسمبر 1983؛ وبعد الاستماع إلى بيانات من جمهورية أنغولا الشعبية، أشار المجلس إلى القرارات 387 (1976) و428 (1978) و447 (1979) و454 (1979) و475 (1980)، وأعرب عن قلقه إزاء الهجمات المستمرة التي تشنها جنوب أفريقيا على البلد من خلال جنوب غرب أفريقيا المحتلة.
وطالب المجلس جنوب افريقيا بوقف الهجمات واحترام سيادة انجولا ووحدة اراضيها، ودعا جنوب افريقيا إلى وقف احتلال جنوب انجولا وسحب قواتها، وطلب من الامين العام مواصلة مراقبة الوضع وتقديم تقرير إلى المجلس حسب الاقتضاء.
وتمت الموافقة على القرار بأغلبية 14 صوتا مقابل لا شيء، بينما امتنعت الولايات المتحدة عن التصويت.